# Henry Thomas (Boxer)
Albert Henry Thomas (* 1. Juli 1888 in Birmingham, England; † 13. Januar 1963 in New York) war ein britischer Boxer.
Thomas trat bei den Olympischen Sommerspielen 1908 im Bantamgewicht antrat. Im Finale des Wettbewerbs konnte er sich gegen John Condon durchsetzen und die Goldmedaille gewinnen.
Ein Jahr nach seinem Olympiasieg zog er in die Vereinigten Staaten, wo er abgesehen von einer Reise nach England im Jahr 1947 für den Rest seines Lebens blieb. Im Ersten Weltkrieg diente er in der United States Navy. Er hatte die US-amerikanische Staatsbürgerschaft inne.